# Guillaume III de Saxe
Guillaume III, surnommé le Brave (en allemand : Wilhelm III. der Tapfere), né le 30 avril 1425 à Meissen et mort le 17 septembre 1482 à Weimar, est un prince du Saint-Empire de la maison de Wettin, fils de l'électeur Frédéric Ier de Saxe et de Catherine de Brunswick-Lunebourg. Il fut landgrave de Thuringe (en tant que Guillaume II) de 1445 jusqu'à sa mort.

## Landgrave de Thuringe
Guillaume est le fils cadet de Frédéric Ier de Saxe (1370-1428), électeur de Saxe, et de son épouse Catherine (1395-1442), fille du duc Henri Ier de Brunswick. Au décès de son père, c'est son frère aîné Frédéric II de Saxe qui s'assoit sur le trône de l'électorat de Saxe. Après la mort de leur cousin Frédéric IV de Thuringe en 1440, le landgraviat de Thuringe retourne à l’électorat. Guillaume était un homme impulsif et changeant, contrairement à son frère.
Lors de la conclusion de l'acte de partage des biens de la maison de Wettin à Altenbourg en 1445, il reçoit les possessions de l'électorat situées en Franconie et la Thuringe, c'est-à-dire le landgraviat, tandis que son frère aîné Frédéric II obtient la Misnie mais surtout la dignité électorale de Saxe. Un différend sur le partage des domaines conduit en 1446 à la « guerre fratricide de Saxe » qui ne se termine que par la paix de Naumbourg le 27 janvier 1451.
Lors du traité d'Egra conclu en 1459, l'électeur Frédéric II, le landgrave Guillaume et le roi de Bohême, Georges de Poděbrady fixent la frontière entre Bohême et la Saxe sur les monts Métallifères et au milieu du cours de l'Elbe, où elle se trouve encore de nos jours étant ainsi la plus ancienne frontière officiellement définie d'Europe. Ses interventions en Bohême auprès du roi Georges de Bohême se soldent par les mariages de la fille du roi Sidonie avec son neveu Albert III de Saxe et l'union le 26 février 1471 de sa seconde fille Catherine avec le fils cadet de Georges, Henri II de Poděbrady, duc de Münsterberg.

## Prétendant au Luxembourg
En 1439, Guillaume se fiance avec Anne d'Autriche, fille du roi des Romains Albert II (Albert V d'Autriche), également roi de Hongrie et de Bohême et de son épouse Élisabeth de Luxembourg. Leur mariage n'intervient à Iéna que le 2 juin 1446, avec la plus grande pompe.
Guillaume estime que par cette promesse d'union il a acquis de son épouse des droits à la succession au duché de Luxembourg et même au royaume de Bohême et de Hongrie ! Il occupe préventivement le Luxembourg en 1441 où il entre en conflit avec Philippe le Bon, duc de Bourgogne, qui l'oblige après plusieurs combats à se retirer.
À la mort de son beau-frère (frère cadet d'Anne), Ladislas Ier de Bohême, le 23 novembre  1457, Guillaume prend officiellement le titre de « duc de Luxembourg ». Ne pouvant faire valoir leurs droits sur le Luxembourg, les époux les cèdent deux ans plus tard à Charles VII, arrière-petit-fils de Bonne de Luxembourg. En Bohême, Guillaume a dû s'incliner devant les forces de Georges de Poděbrady.

## Fin de règne
Guillaume fait un pèlerinage à Jérusalem, où il reçoit en 1461 le titre de chevalier du Saint-Sépulcre. Son mariage avec Anne d'Autriche ne lui ayant pas donné d'héritier mâle ; il relègue son épouse au château d'Eckartsberga, où elle meurt après huit années de résidence le 13 novembre 1462. Le 6 juillet 1463, il épouse à Weimar sa maîtresse, une veuve nommée Catherine de Brandenstein (morte en 1492). Pour faire accepter cette union par trop inégale, il doit dédommager sa famille avec le château de Ranis.

## Succession
Guillaume meurt le 17 septembre 1482 et est inhumé dans l'église des Franciscains de Weimar. Il est le dernier membre de maison de Wettin pour lequel la Thuringe a constitué un domaine indépendant. À son décès sans fils ses biens passent à ses neveux Ernest de Saxe et Albert III de Saxe, fondateurs respectifs de la branche ernestine et de la branche albertine de la maison de Wettin. Ses prétentions sur le Luxembourg reviennent à la maison de Habsbourg.

## Unions et postérité
De son union avec Anne d'Autriche (1432-1462), fille d'Albert II et d'Élisabeth de Luxembourg, Guillaume laisse deux filles :
- Marguerite (1449-1501) épouse en 1476 de Jean Ier Cicéron de Brandebourg, futur électeur de Brandebourg ;
- Catherine (1453-1534) épouse en 1471 de Henri II de Poděbrady.